# Hof (Baviera)
Hof é uma cidade da Alemanha localizada na região administrativa da Alta Francónia, estado da Baviera.
Hof é uma cidade independente (Kreisfreie Städte) ou distrito urbano (Stadtkreis), ou seja, possui estatuto de distrito (kreis).
Höf tem a cidade irmã de:
 Caruaru

## Geografia

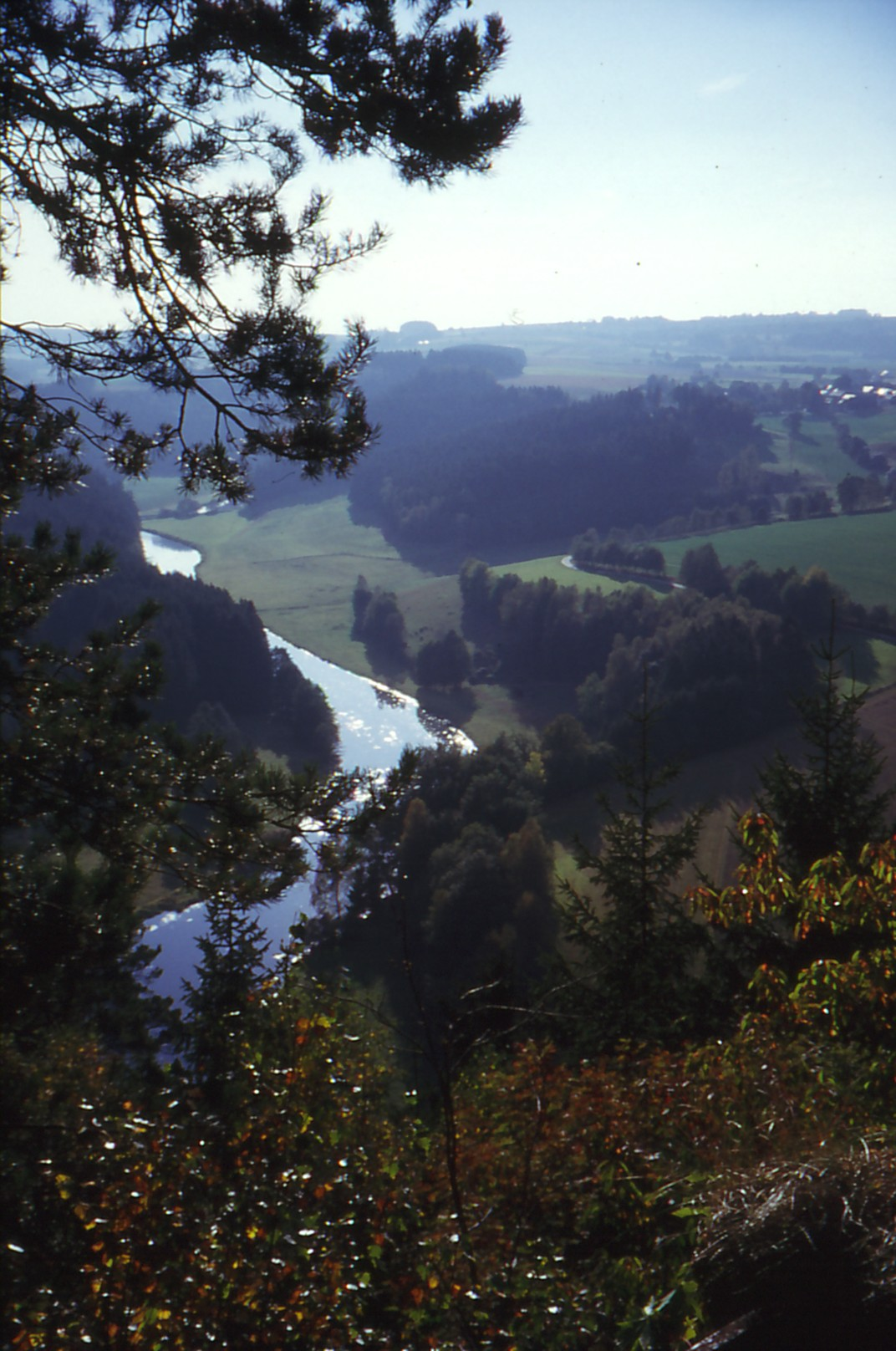
Rio Saale perto de Hof

A cidade situa-se ao norte da serra Naturpark Fichtelgebirge (Parque Natural Fichtelgebirge) e ao leste da serra Naturpark Frankenwald (Parque Natural Frankenwald). A 140 km ao sul localiza-se Nuremberg e 150 km ao norte Leipzig. Esta situada às margens do rio Saale.

## Cultura e pontos turísticos

### Cultura
- Teatro de Hof
- Freiheitshalle Hof
- Festival de cinema

### Música
- Orquestra Sinfônica de Hof

### edifícios
- São Maria
- São Miguel
- Prefeitura
- centro histórico